# Economia d'ingressos alts segons el Banc Mundial

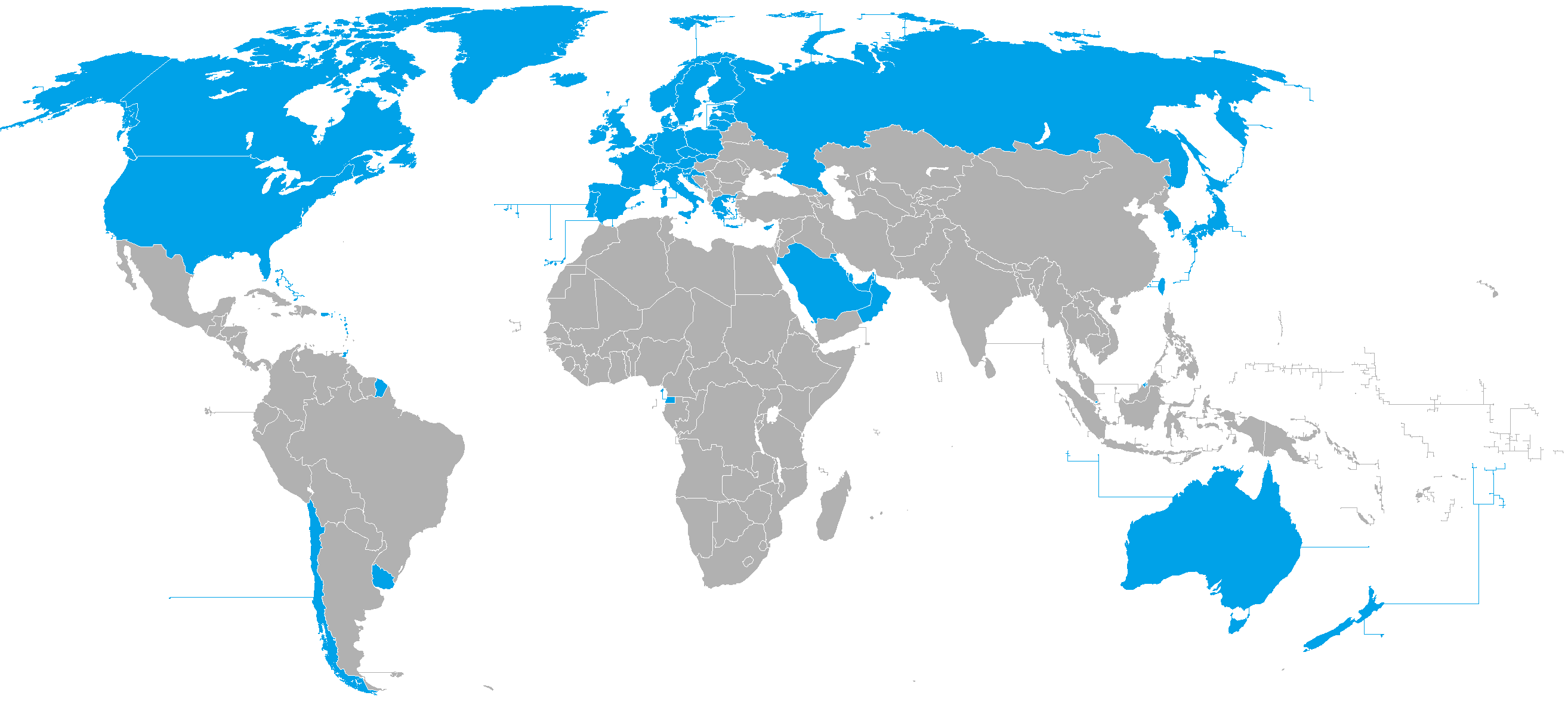
Països d'Alts Ingressos

Una Economia d'ingressos alts segons el Banc Mundial es defineix com un país amb un ingrés nacional brut per capita de 12,616 dòlars EUA o més l'any 2013, calculat amb el mètode Atlas, i es considera un dels indicadors de desenvolupament econòmic, acompanyant usualment la categoria de «país desenvolupat». Mentre que el terme «alt ingrés» s'utilitza sovint de manera intercanviable amb el «primer Món» i «país desenvolupat», les definicions tècniques d'aquests termes són diferents. El terme «primer món» es refereix comunament als països pròspers que van formar part amb els Estats Units i l'OTAN durant la guerra freda. Diverses institucions, com l'Agència Central d'Intel·ligència (CIA) o el Fons Monetari Internacional (FMI), tenen factors diferents d'ingressos alts per capita en compte per a la classificació dels països com «desenvolupats» o «economies avançades», el Banc Mundial actualitza la seva llista de països d'ingressos alts i canvis en les seves classificacions i llindars tots els 1 de juliol.
Segons les Nacions Unides, per exemple, alguns països d'ingressos alts també poden ser els països en desenvolupament. Els països del CCG (Estats del Golf Pèrsic), per exemple, es classifiquen en el desenvolupament dels països d'ingressos alts. Per tant, un país d'ingressos alts pot ser classificat com desenvolupat o en desenvolupament. Encara que l'Estat de la Ciutat del Vaticà és un Estat sobirà, no està classificat pel Banc Mundial sota aquesta definició.

## Llista de les economies d'ingressos alts a l'1 de juliol de 2013
Segons el Banc Mundial, els 71 països següents –inclosos els territoris– es classifiquen com «economies d'ingressos alts»: Entre parèntesis l'any(s) durant el qual es va celebrar la mencionada classificació.
| - Andorra (1990-2013) - Antigua and Barbuda (2002, 2005–08, 2012-13) - Aruba (1987–90, 94-2013) - Australia (1987-2013) - Austria (1987-2013) - The Bahamas (1987-2013) - Bahrain (1987–89, 2001–13) - Barbados (1989, 2000, 2002, 2006–13) - Belgium (1987-2013) - Bermuda (1987-2013) - Brunei (1987, 1990-2013) - Canada (1987-2013) - Illes Caiman (1993-2013) - Illes Anglonormandes (1987-2013) - Chile (2012-13) - Croatia (2008–13) - Curaçao (2010–13) - Cyprus (1988-2013) - Czech Republic (2006–13) - Denmark (1987-2013) - Equatorial Guinea (2007–13) - Estonia (2006–13) - Faroe Islands (1987-2013) - Finland (1987-2013) - France (1987-2013) - Polinèsia francesa (1990-2013) | - Germany (1987-2013) - Greece (1996-2013) - Greenland (1987-2013) - Guam (1987–89, 95-2013) - Hong Kong (1987-2013) - Iceland (1987-2013) - Ireland (1987-2013) - Illa de Man (1987–89, 2002–13) - Israel (1987-2013) - Italy (1987-2013) - Japan (1987-2013) - South Korea (1995–97, 2001–13) - Kuwait (1987-2013) - Latvia (2009, 2012-13) - Liechtenstein (1994-2013) - Lithuania (2012-13) - Luxembourg (1987-2013) - Macau (1994-2013) - Malta (1989, 1998, 2000, 2002–13) - Monaco (1994-2013) - Netherlands (1987-2013) - Nova Caledònia (1995-2013) - New Zealand (1987-2013) - Illes Mariannes Septentrionals (1995-2001, 2007–13) - Norway (1987-2013) - Oman (2007–13) | - Poland (2009–13) - Portugal (1994-2013) - Puerto Rico (1989, 2002–13) - Qatar (1987-2013) - Russia (2012-13) - Saint Kitts and Nevis (2012-13) - Saint-Martin (Antilles Franceses) (2010–13) - San Marino (1991–93, 2000–13) - Saudi Arabia (1987–89, 2004–13) - Singapore (1987-2013) - Sint Maarten (2010–13) - Slovakia (2007–13) - Slovenia (1997-2013) - Spain (1987-2013) - Sweden (1987-2013) - Switzerland (1987-2013) - Taiwan (1987-2013) - Trinidad and Tobago (2006–13) - Illes Turks i Caicos (2009–13) - United Arab Emirates (1987-2013) - United Kingdom (1987-2013) - United States (1987-2013) - Uruguay (2012-13) - U.S. Virgin Islands (1987-2013) |  |

## Xifres Històriques
El llindar de renda alta es va establir originàriament el 1989 en 6.000 dólars dels Estats Units; el 1987 els preus. Els llindars per als anys següents es van ajustar tenint en compte la inflació mitjana als països del G-5 –els Estats Units, Gran Bretanya, el Japó, Alemanya i França–, i des de 2001, el del Japó, Gran Bretanya, els Estats Units i la Zona Euro. Per tant, els llindars es mantenen constants en termes reals en el temps, per assegurar que cap país cau just en el llindar, les dades dels països s'han arrodonit al 10 més proper i els llindars de renda s'arrodoneixen al 5 més proper.
La següent taula mostra el llindar d'ingressos alts a partir de 1987, els països amb un ingrés nacional brut per capita –calculats utilitzant el mètode Atlas– per damunt d'aquest llindar són classificats pel Banc Mundial com «economies d'alts ingressos»
| Any  | Llindar de dòlars EUA | Data de dlassificació |
| ---- | --------------------- | --------------------- |
| 1987 | 6,000                 | 2 d'octubre, 1988     |
| 1988 | 6,000                 | 13 de septembre, 1989 |
| 1989 | 6,000                 | 29 d'agost, 1990      |
| 1990 | 7,620                 | 11 de septembre, 1991 |
| 1991 | 7,910                 | 24 d'agost, 1992      |
| 1992 | 8,355                 | 9 de setembre, 1993   |
| 1993 | 8,625                 | 2 de setembre, 1994   |
| 1994 | 8,955                 | 8 de juny, 1995       |
| 1995 | 9,385                 | 3 de juny, 1996       |
| 1996 | 9,645                 | 1 de juliol, 1997     |
| 1997 | 9,655                 | 1 de juliol, 1998     |
| 1998 | 9,360                 | 1 de juliol, 1999     |
| 1999 | 9,265                 | 1 de juliol, 2000     |
| 2000 | 9,265                 | 1 de juliol, 2001     |
| 2001 | 9,205                 | 1 de juliol, 2002     |
| 2002 | 9,075                 | 1 de juliol, 2003     |
| 2003 | 9,385                 | 1 de juliol, 2004     |
| 2004 | 10,065                | 1 de juliol, 2005     |
| 2005 | 10,725                | 1 de juliol, 2006     |
| 2006 | 11,115                | 1 de juliol, 2007     |
| 2007 | 11,455                | 1 de juliol, 2008     |
| 2008 | 11,905                | 1 de juliol, 2009     |
| 2009 | 12,195                | 1 de juliol, 2010     |
| 2010 | 12,275                | 1 de juliol, 2011     |
| 2011 | 12,475                | 1 de juliol, 2012     |
| 2013 | 12,616                | 1 de juliol, 2013     |
| 2013 | 12,745                | 1 de juliol, 2014     |